# 2028
2028 (MMXXVIII) bo navadno leto, ki se bo po gregorijanskem koledarju začelo na soboto.

## Dogodki

### Predvideni dogodki
- 14.–30. julij - V Los Angelesu, ZDA bodo organizirane poletne olimpijske igre.